# Bakmi
Bakmi (plural al-Bukum) fou una tribu àrab d'Aràbia occidental, tradicionalment considerada descendent d'Azd. Encara que considerats habitants de l'Hedjaz els seus terrenys de pastura estaven a 'est de Taif i als camps de lava d'Harrat Hadn i Harrat al-Bakum. Al segle xx s'estimava que eren uns deu mil. Estan dividits en dues fraccions: els al-Mahamid i els al-Wazi.
Foren partidaris del xeic Ghalib en contra dels saudites. El 1813 van defensar els seus terrenys contra Muhammad Ali d'Egipte però es van haver de sotmetre el 1815 i els turc van ocupar l'oasi de Turaba, a la vall del uadi Taraba (o Turaba). Al segle xx estaven dividits entre la lleialtat als saudites (els al-Wazi) o als haiximites (els al-Mahamid). Després de la victòria saudita a Turaba (1919) tota la tribu es va declarar per Abd al-Aziz. El 1959 el xeic dels al-Mahamid era Husayn ibn Muhyi, i el dels al-Wazi era Muhammad ibn Ghannam.